# Березівська Лариса Дмитрівна
Березі́вська Лари́са Дми́трівна — український педагог, історик, доктор педагогічних наук, професор, заслужений діяч науки і техніки України (2015), член-кореспондент НАПН України (2016), дійсний член (академік) НАПН України (2025), директор Державної науково-педагогічної бібліотеки України імені В. О. Сухомлинського НАПН України.

## Біографія
Л. Д. Березівська народилася 21 вересня 1965 р. у м. Переяслав-Хмельницькому Київської області. Українка. 1982 р. закінчила ЗОШ із золотою медаллю. Із 1982 р. до 1987 р. навчалася в Київському державному університеті імені Т. Г. Шевченка на історичному факультеті, де здобула спеціальність історика, викладача історії та суспільствознавства. Протягом 1996—1998 рр. навчалася в аспірантурі Інституту педагогіки АПН України; 2004—2008 рр. — у докторантурі того ж інституту.

 Упродовж 1987—1995 рр. працювала вчителем історії Петропавлівсько-Борщагівської середньої школи Києво-Святошинського району Київської області.

## Наукова діяльність
З листопада 1995 р. продовжила професійну діяльність в Інституті педагогіки Національної академії педагогічних наук України. Пройшла шлях від наукового співробітника лабораторії впровадження педагогічних інновацій (1995—1996) та наукового співробітника лабораторії історії педагогіки (1998—2000) до завідувача лабораторії історії педагогіки (2000—2003). Обіймала посаду вченого секретаря Інституту педагогіки (2000—2003, 2011—2014).
У 1998 р. захистила кандидатську дисертацію на тему «Проблеми освіти та виховання в діяльності київських просвітницьких товариств (друга половина ХІХ — початок ХХ ст.)» за спеціальністю 13.00.01 — загальна педагогіка та історія педагогіки. У 2009 р. захистила докторську дисертацію на тему «Організаційно-педагогічні засади реформування шкільної освіти в Україні у ХХ столітті» за спеціальністю 13.00.01 — загальна педагогіка та історія педагогіки.
Із 22 січня 2015 р. відповідно до постанови Президії НАПН України очолює Державну науково-педагогічну бібліотеку України імені В. О. Сухомлинського. Член Президії НАПН України, бюро Відділення філософії освіти, загальної та дошкільної педагогіки. Член Всеукраїнської асоціації імені Василя Сухомлинського, Української бібліотечної асоціації.
Голова редакційної колегії електронного періодичного видання: «Науково-педагогічні студії», збірників матеріалів звітної науково-практичної конференції ДНПБ України ім. В. О. Сухомлинського, «Інформаційне забезпечення педагогічної науки та освітньої практики України», науково-методологічного семінару/конференції з історії освіти; член редакційної колегії журналу «Педагогічний дискурс: теорія і практика» та ін.
До кола наукових інтересів дослідниці належать: методологія історико-педагогічної науки; історія державної освітньої політики, реформування шкільної освіти в Україні, громадсько-педагогічного руху в Україні в ХІХ–ХХІ ст.; внесок педагогів, громадських діячів у розвиток української освіти; діяльність освітніх закладів в Україні; диференційований підхід до організації освітнього процесу в історії української школи; педагогічне джерелознавство, біографістика, сухомлиністика;  інформаційне забезпечення освіти, педагогіки, психології та ін.
Автор понад 500 наукових праць, зокрема низки монографій, посібників для закладів вищої освіти, довідкових видань, електронних ресурсів.

## Нагороди
- Грамота Верховної Ради України (2004)
- Диплом ІІ ступеня АПН України як переможець конкурсу в 2004 р. на кращу роботу в номінації науково-методичних робіт для вчителів, викладачів (2004)
- Почесна грамота Кабінету Міністрів України (2010)
- Диплом ІІ ступеня НАПН України за монографію «Диференційований підхід в історії української школи (кінець ХІХ — перша третина ХХ ст.): монографія» (2013, у співавторстві) (2014)
- Почесна грамота Української асоціації Василя Сухомлинського (2015)
- Медаль «Незалежність України» (2016)
- Диплом І ступеня НАПН України за науково-допоміжний покажчик «Спеціалізовані вчені ради як складник розвитку Інституту педагогіки Національної академії педагогічних наук України (1994—2014)» (2017)
- Грамота Президії Національної академії наук України, Департаменту освіти і науки, молоді та спорту виконавчого органу Київської міської ради (КМДА) (2017)
- Почесна грамота Верховної Ради України (2017)
- Подяка НАПН України (2018)
- Нагрудний знак МОН України «Василь Сухомлинський» (2018)
- Подяка Київського університету імені Бориса Грінченка (2018)
- Медаль НАПН України «Ушинський К. Д.» (2019)
- Почесна грамота Національної академії аграрних наук України (2019)
- Почесна грамота Всеукраїнської асоціації Василя Сухомлинського (2019)
- Медаль НАПН України «Леся Українка» (2020)
- Диплом І ступеня за «Енциклопедію освіти» як члена редакційної колегії видання і автора статей за результатами конкурсу НАПН України на найкращі наукові роботи, створені в 2021 р., у номінації «Краща енциклопедія, словник, довідник» (2021)
- Диплом НАПН України та ДНУ «Інститут модернізації змісту освіти» МОН України «За активну роботу з упровадження педагогічних інновацій в освітній процес» за результатами міжнародної виставки «Освіта та кар’єра – 2021» (2021)
- Нагрудний знак МОН України «За наукові та освітні досягнення» (2023)
- Диплом Президії НАПН України І ступеня як співавтора хрестоматії «Антологія текстів з реформування змісту загальної середньої освіти в Україні (1991–2017)» (2023)
- Диплом Міжнародної виставки «Освіта та кар’єра-2023» за активну роботу з упровадження педагогічних інновацій в освітній процес (2023)
- Диплом Президії НАПН І ступеня як науковий керівник та співавтор електронного інформаційно-бібліографічного ресурсу «Видатні педагоги України та світу» (2024)
- Подякою Комунального закладу «Запорізький обласний інститут післядипломної педагогічної освіти» Запорізької обласної ради (2024)
- Почесний диплом лауреата конкурсу «Національне визнання наукових досягнень» ХVI Міжнародної виставки «Інноватика в освіті» як автор хрестоматії «Педагогічний дискурс про реформування загальної середньої освіти в Україні (ХХ – початок ХХІ ст.)» (2024)[1]

## Публікації
Монографії: